# Комікс люті
Комікс люті (англ. rage comics) — інтернет мем. Комікс люті є різновидом вебкоміксу, що завжди включає в себе лютого хлопця, якого намальовано з використанням лютого обличчя. Це люте обличчя має обов'язково випромінювати лють або ж якесь інше просте почуття. З часом, користувачі створили безліч стокових облич що випромінюють дуже просто упізнавані почуття. Інтернет-журнал Ars Technica описав їх як «загальноприйнятна та стандартизована форма онлайн спілкування.»
Популярність коміксів люті пояснюють тим що вони є прекрасним інструментом висміювання повсякденних ситуацій. . Діапазон почуттів, стандартизованість та легко впізнаванність лютих облич дозволило використовувати їх у TEFL.

## Історія
Меме вперше з'явилося у 2007 році на іміджборд-вебсайті 4chan та пізніше здобули популярність на інтернет форумі Reddit. Різкий ріст популярності відбувся у 2009. Станом на 2011, тег коміксу люті «fffffffuuuuuuuuuuuu-» входив в число 20 найбільш підписаних на Reddit.
У 2010 мережа крамниць поп-культури Hot Topic почала поширювати футболки з лютими обличчями. На знак протесту до цього ко-опціону, користувачі 4chan'у ребрендили лютого хлопця у будь-якого хлопця та спробували приєднати Гарячу новину до промоушену расизму. Скоро потому мережа крамниць припинила виробництво цих футболок.
У 2012 році, відео коміксів люті стали дуже популярним на сайті соціальної мережі YouTube. Найбільш популярним відео коміксом люті є відео під назвою  FFFFUUUU: «Rage Guy», вперше завантажене BMSProductionz'ом та яке здобуло більш ніж як 300.000 переглядів з моменту його завантаження.

## Галерея

Інтерфейс китайського виробника коміксів люті. Користувачам потрібно просто вибрати обличчя і перемістити його в потрібне положення, щоб закінчити створення коміксів.
Приклади різноманітних лютих облич.